# 3-я армия (Венгрия)
3-я армия (венг. 3. hadsereg) — венгерская армия, существовавшая во время Второй мировой войны.

## Формирование
Армия была сформирована 1 марта 1940 года. В марте 1941 года было достигнуто соглашение между германским и венгерским правительствами об участии венгерских войск в операции против Югославии.

## Вторжение в Югославию

### Состав армии
Состав армии на 5 апреля 1941 года
- 3-я армия (командующий генерал-лейтенант Элемер Горонди-Новак)
  - Мобильный пехотный корпус
    - 1-я мобильная пехотная бригада
    - 2-я мобильная пехотная бригада
    - 1-я кавалерийская бригада

  - 1-й пехотный корпус
    - 1-я пехотная бригада
    - 13-я пехотная бригада
    - 15-я пехотная бригада

  - 4-й пехотный корпус
    - 2-я пехотная бригада
    - 10-я пехотная бригада
    - 12-я пехотная бригада

  - 5-й пехотный корпус
    - 14-я пехотная бригада
    - 19-я пехотная бригада
    - 2-я кавалерийская бригада

  - части армейского подчинения
    - 9-я пехотная бригада
    - 11-я пехотная бригада
    - 1-й воздушно-десантный батальон
    - 16-й пограничный пехотный батальон
    - 1-я воздушная бригада

### Боевые действия
6 апреля 1941 года немецкие и итальянские войска вторглись в Югославию. 10 апреля усташи провозгласили независимость Хорватии. 11 апреля регент Венгрии Миклош Хорти издал манифест, в котором указал что Югославия перестала существовать как единое государство и в связи с этим венгерские войска вынуждены будут занять Воеводину для защиты местного венгерского населения.
12 апреля 3-я армия перешла в наступление, атаковав позиции 1-й югославской армии. К тому времени югославские вооружённые силы были практически полностью разгромлены и 1-я армия не смогла оказать серьёзного сопротивления. 1-й воздушно-десантный батальон захватил мосты между Врбасом и Србобраном. В этот же день самолёт итальянского производства Savoia-Marchetti SM.75 в составе 1-й авиационной бригады потерпел крушение, в результате чего погибли 23 человека. Это стало самой крупной потерей венгерских войск в ходе Югославской операции.
13 апреля 1-я и 2-я мобильные пехотные бригады захватили Нови-Сад, потом продвинулись на юг и 18 апреля взяли Винковцы и Вуковар. В это же время другие части 3-й армии оккупировали Прекмурье и Меджумурье. 18 апреля Югославия капитулировала перед Странами Оси. В ходе 6-дневной операции 3-я армия понесла потери 126 человек убитыми и 241 раненными.

## 1941—1944 годы
После Югославской операции 3-я армия не принимала участие в боевых действиях в течение 3-х лет. В это время она выполняла функции резерва для 1-й армии, сражавшейся на советско-германском фронте. 15 мая 1944 года армия была расформирована.

## Сражения в Венгрии и Австрии

### Состав армии
Состав армии на 13 октября 1944 года:
- 3-я армия (командующий генерал-лейтенант Йозеф Хезлени)
  - 8-й армейский корпус
    - 23-я пехотная дивизия
    - 1-я танковая дивизия
    - 8-я резервная дивизия

  - 57-й немецкий танковый корпус
    - 4-я полицейская гренадерская дивизия СС
    - 20-я венгерская пехотная дивизия
    - 1-я венгерская кавалерийская дивизия

### Боевые действия
19 сентября 3-я армия была вновь создана из остатков 4-го корпуса, в связи с приближением к границам Венгрии советских войск. В начале сражения за Дебрецен армии была поставлена задача пересечь Арад и занять горные перевалы Трансильвании, однако это наступление провалилось. Вскоре 3-я армия была рассеяна частями 2-го Украинского фронта под Кечкметом.
После расформирования 2-й армии 1 декабря её части были переданы в подчинение 3-й армии. С 29 декабря 1944 года формирования 3-й армии принимали участие в Обороне Будапешта от советских войск. 13 февраля 1945 года город пал. Остатки армии были разгромлены 46-й советской армией в ходе её наступления на Вену. Однако, даже после этого, армия официально продолжала существование в южной части Австрии, пока её последний командующий Йозеф Хезлени не капитулировал 8 мая.

## Командующие армией
- генерал-лейтенант Элемер Горонди-Новак (1 марта 1940 — 1 ноября 1941 года)
- генерал-лейтенант Жолтен Деклева (1 ноября 1941 — 1 декабря 1942 года)
- генерал-лейтенант Лайош Чатай (1 декабря 1942 — 12 июня 1943 года)
- генерал-лейтенант Карой Берегфи (12 июня 1943 — 15 мая 1944 года)
- генерал-лейтенант Йозеф Хезлени (19 сентября 1944 — 8 мая 1945 года)